# Dactylochelifer anatolicus
Dactylochelifer anatolicus är en spindeldjursart som beskrevs av Beier 1963. Dactylochelifer anatolicus ingår i släktet Dactylochelifer och familjen tvåögonklokrypare. Inga underarter finns listade i Catalogue of Life.